# Lucilla Boari
Lucilla Boari, född 24 mars 1997, är en italiensk bågskytt. Hon deltog vid olympiska sommarspelen 2016 och 2020.